# 表面露出年代測定

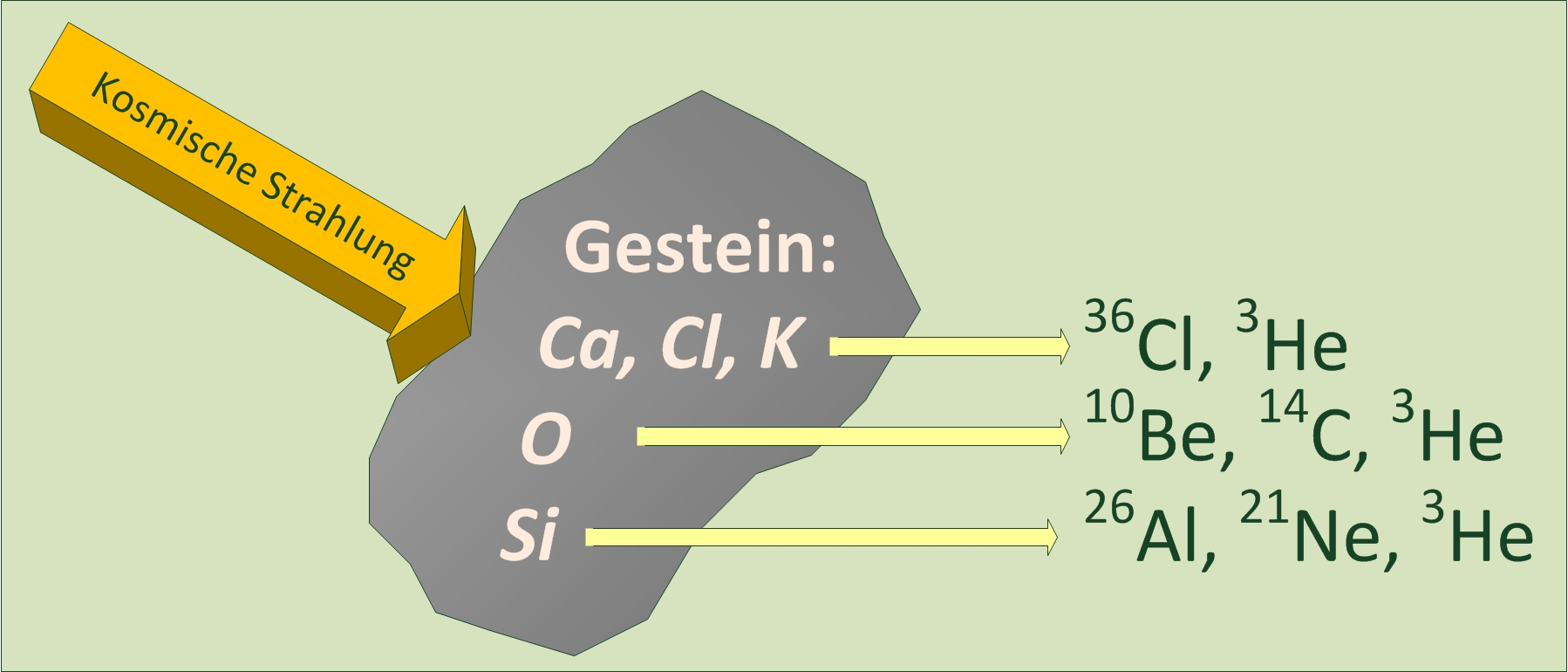
岩石表面の元素は宇宙線による核破砕反応の結果、別な元素になる

表面露出年代測定または露出年代測定（英: Surface exposure dating）は、地表またはその近くで岩石が露出された時間を推定するための地質年代学の手法である。表面露出年代測定は、氷床の拡大と縮小、侵食、溶岩流、隕石、岩崩れ、断層崖、洞窟の発達、その他の地質学的イベントの年代測定に使用されている。10年から3千万年間ほど露出された岩に最も役立つ。

## 宇宙線放射性核種の年代測定
これらの年代測定技術の最も一般的なものは、宇宙線放射性核種年代測定である。地球は常に高エネルギーの荷電粒子である宇宙線と衝突している。その大半は陽子及びアルファ粒子で、これらの粒子は大気中の原子と相互作用（衝突）して大量の二次粒子を生成する（空気シャワー）。二次粒子も、大気を通過する過程で際の相互作用でエネルギーを減少させる。この中には、中性子も少量含まれており、その1つが原子にぶつかると、衝突された原子核から1つ以上の陽子や中性子が取り除かれ、元の元素と違う別の元素になるか、あるいは同位体が生成される。宇宙線が岩や似たような密度の物質に当たった場合、そのほとんどは、新しい同位体（宇宙線起源核種または宇宙線生成核種と呼ばれる）を生成する反応を起こし、曝露された物質の表面1メートル以内に吸収される。地球の表面では、これらの核種のほとんどは宇宙線に含まれる中性子が起こす破砕によって生成される。特定の放射性核種を測定することで、特定の表面が露出していた期間、特定の物質が埋没していた期間、または場所や流域が侵食された速度を知ることができる。基本的な原理として、これらの放射性核種は既知の速度で生成され、既知の速度で崩壊する。したがって、岩石試料中のこれらの宇宙線生成核種の濃度を測定し、宇宙線の流量と核種の半減期を考慮することにより、試料が宇宙線に曝された時間を推定できる。特定の場所での宇宙線の累積量は、標高、地磁気緯度、変動する地磁気の強さ、太陽風、気圧変動による大気の遮蔽など、いくつかの要因の影響を受ける可能性がある。このため岩石試料の年代を決定するには、核種生成率を推定する必要がある。この速度は通常、放射性炭素年代測定、熱ルミネセンス、または光刺激ルミネセンスなど、他の方法で年代が測定された複数のに含まれる生成核種の濃度を比較することにより、経験的に推定される。
岩石試料中の宇宙線生成核種が自然存在量に対してどの程度過剰なのかは、通常、加速器質量分析を使って測定する。宇宙線生成核種は、核破砕反応によって生成される。特定の核種の生成率は、地磁気の緯度、採集された場所から見られる空の広さ、標高、試料の深さ、および試料が含まれていた物質の密度の関数となる。崩壊率は核種の崩壊定数によって与えられる。これらの方程式を組み合わせて、試料中の宇宙線生成放射性核種の総濃度を年齢の関数として求めることができる。最も頻繁に測定される2つの宇宙線生成核種は、ベリリウム10(10Be)とアルミニウム26(26Al)で、宇宙線がそれぞれ酸素16(16O)およびケイ素28(28Si)に当たったときに生成されるため、地質学者にとって特に有用である。親同位体はこれらの元素の中で最も豊富であり、地殻物質では一般的なのに、放射性核種は一般的には他のプロセスでは生成されない。ただし酸素16(16O)は大気中で一般的であるため、その場で生成されるのではなく、堆積した材料からのベリリウム10(10Be)濃度への寄与を考慮する必要がある。 10Be と 26Alは、石英結晶（SiO2）から破砕生成物として生成される。石英の酸素(O)は10Beに変換され、ケイ素(Si)は26Alに変換される。これらの核種はそれぞれ異なる速度で生成される。どちらも個別に使用して、材料が表面に露出している期間を知ることができる。（半減期の異なる）崩壊する2つの放射性核種があるため、これらの2つの核種の濃度の比を使用することで、試料が生産深度（通常2-10メートル）よりも深く埋まっていた年齢を決定できる。
塩素36(36Cl)も岩石表面の年代測定で使用されている。この同位体は、カルシウムまたはカリウムの宇宙線破砕によって生成される可能性がある。